# Okenia digitata
Okenia digitata (Edmunds, 1966) è un mollusco nudibranchio della famiglia Goniodorididae.
L'epiteto specifico deriva dal latino digitatus, cioè a forma di dito, per la forma dei rinofori.

## Distribuzione e habitat
Rinvenuta al largo delle coste del Ghana.